# Clinodiplosis skuhravae
Clinodiplosis skuhravae är en tvåvingeart som beskrevs av Fedotova 2004. Clinodiplosis skuhravae ingår i släktet Clinodiplosis och familjen gallmyggor. Inga underarter finns listade i Catalogue of Life.